# Wojciech Jaruzelski
Le général Wojciech Witold Jaruzelski (en API ˈvɔjtɕɛx jaruˈzɛlskʲi, ) est un homme d'État et militaire polonais né le 6 juillet 1923 à Kurów et mort le 25 mai 2014 à Varsovie. Il a été le dernier dirigeant du régime communiste polonais.
Premier secrétaire du Parti ouvrier unifié polonais et chef du gouvernement, puis chef de l'État de la république populaire de Pologne de 1981 à 1989, il est surtout connu pour le long bras de fer qui l'oppose au syndicat Solidarność, qu'il réprime en décembre 1981 en faisant interner des milliers de ses militants syndicaux, ainsi que son meneur, Lech Wałęsa, pendant près d'un an. La répression s'avérant impuissante, la situation économique et sociale se dégradant toujours plus et la perestroïka battant son plein depuis trois ans en URSS, le général Jaruzelski accepte, devant la menace de nouvelles grèves et sans doute dans l'espoir de conserver la réalité du pouvoir, d'entamer des négociations avec l'opposition anticommuniste incarnée par le syndicat Solidarność. Ces négociations aboutissent aux accords de la « Table ronde », puis aux élections parlementaires semi-libres de juin 1989 et à une transition pacifique vers la démocratie. Le général Jaruzelski s'efface définitivement de la vie publique fin 1990 lorsque son ancien ennemi, Lech Wałęsa, le remplace à la tête de la Pologne.

## Biographie

### Origines familiales
Wojciech Jaruzelski appartient à une famille noble qui descend du chevalier Ślepowron (d'où les armes de cette famille – le blason « Ślepowron » (en)) à qui en 1224 le prince Conrad de Mazovie donna des biens terriens de Jeruzale (appelés plus tard Jaruzele) en récompense de sa participation aux guerres contre la tribu païenne des Sudaves. Le grand-père de Jaruzelski, également prénommé Wojciech (lat[pas clair]. Adalbert) prit part à l'insurrection de janvier (1863) et fut déporté en Sibérie par l'Empire russe pour y avoir participé (condamné à 12 ans, il en revint après huit ans à la suite d'une amnistie du tsar). Son père participa en tant que volontaire, du côté polonais, à la guerre polono-soviétique de 1920. Ce dossier étant politiquement très mauvais aux yeux du Parti communiste polonais, il faudra au jeune Wojciech beaucoup d'« enthousiasme révolutionnaire » pour prouver la fermeté de ses convictions communistes.

### Dans la tourmente de la Seconde Guerre mondiale
Lors de l'invasion de la Pologne le 1er septembre 1939, fuyant l'avancée des armées allemandes, la famille Jaruzelski prend la direction de l'est. Le 17 septembre, c'est au tour de l'Armée rouge d'envahir la Pologne – la famille, qui s'était abritée dans un manoir (Jagnieszczyce) dans les environs de la ville de Lida fait demi-tour et, pour échapper aux Soviétiques, se dirige cette fois vers l'ouest. Les Jaruzelski sont témoins des durs combats de Dereczyn (en) et, après avoir franchi le Niémen, de la bataille pour la ville de Grodno. C'est de justesse qu'ils échappent aux blindés soviétiques et, le 23 septembre 1939, ils passent la frontière lituanienne, où ils trouvent refuge.
Après l'invasion de la République de Lituanie par l'Armée rouge en 1940, afin d'éviter la déportation qui frappe des centaines de milliers de Polonais sous l'occupation soviétique, le père de Wojciech Jaruzelski dépose auprès des autorités une demande de citoyenneté soviétique. Cependant, le 14 juin 1941 (une semaine avant l'attaque allemande), les Jaruzelski sont arrêtés par le NKVD, qui confisque entre autres à ces « ennemis du peuple » 99 marks allemands, 3 roubles impériaux en or, un couteau finlandais avec fourreau et un appareil Kodak.
Transportée d'abord en camion, la famille est ensuite séparée (les enfants restent avec la mère et le père se retrouve dans un autre transport) : en wagons à bestiaux, Wojciech Jaruzelski avec sa mère et sa sœur sont envoyés vers les montagnes de l'Altaï, tandis que son père est envoyé au goulag no 7 (territoire de Krasnoïarsk, au milieu de la Sibérie). Le voyage dure environ un mois — après être passés par Omsk, Novossibirsk —, les Jaruzelski se retrouvent assignés dans le hameau Touratchak, dans les montagnes de l'Altaï, à 180 km de la ville de Biïsk. C'est à cette époque qu'il développe des problèmes oculaires à cause de la neige qui lui brûle les yeux, l'obligeant le reste de sa vie à porter des lunettes noires.

### De la déportation en URSS à l'armée de la Pologne communiste

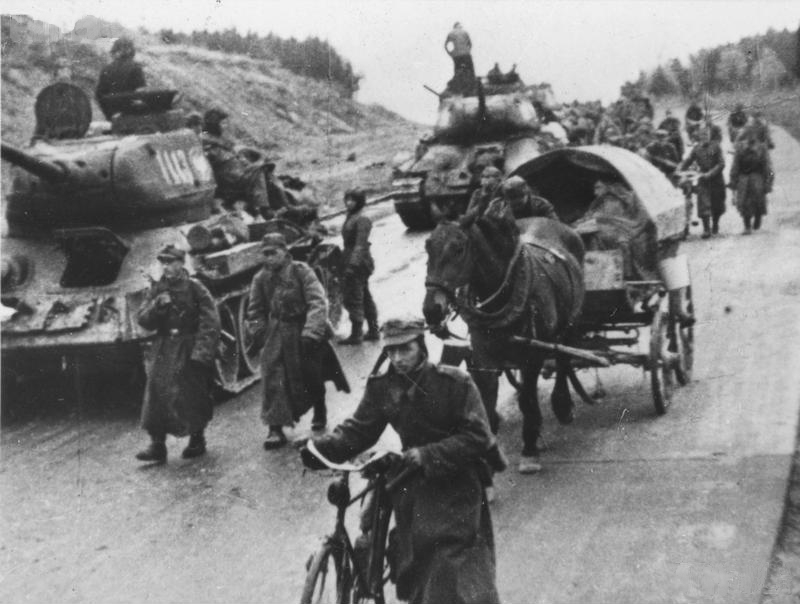
La 1re armée polonaise en marche vers Berlin, 1945.

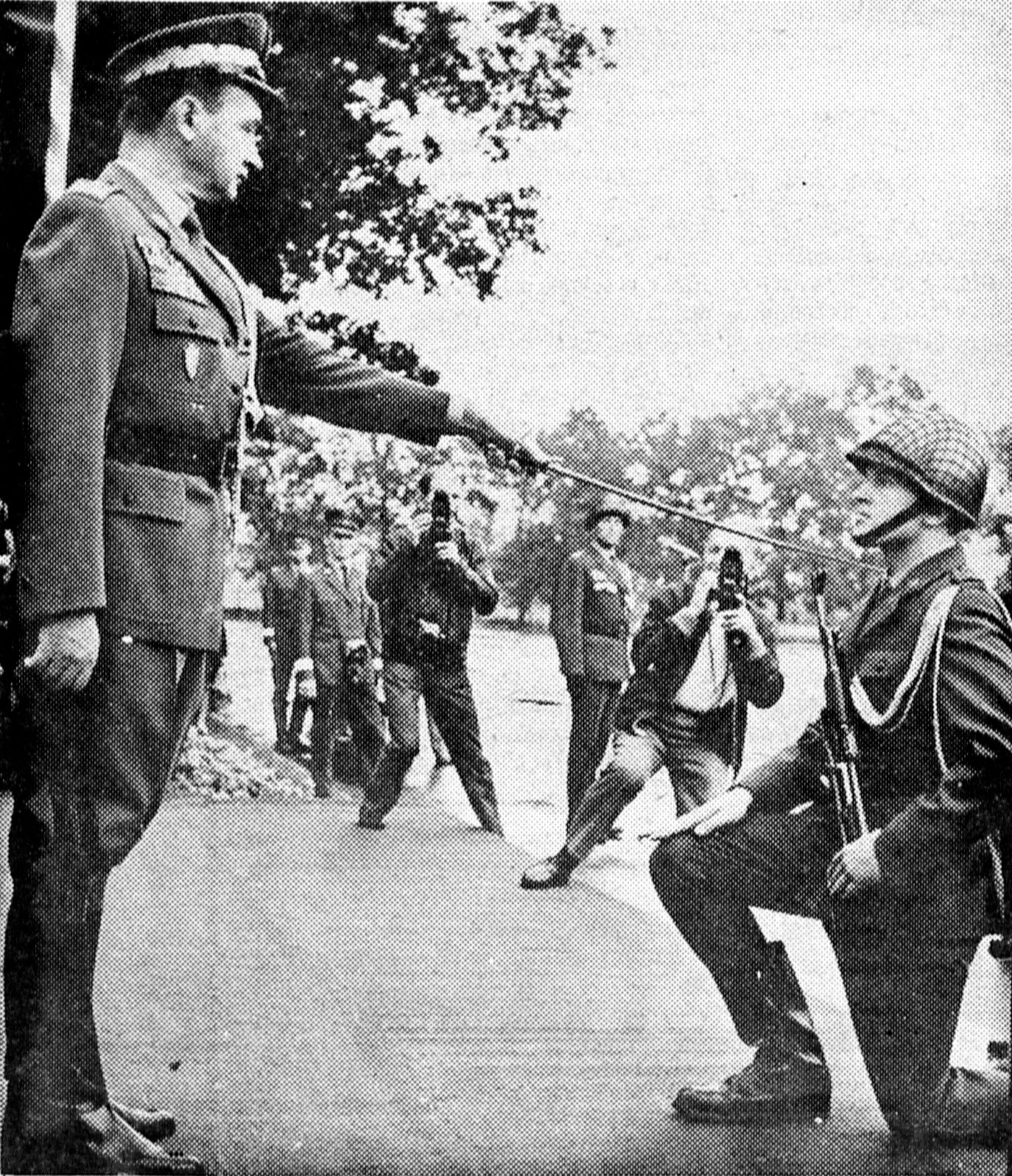
Wojciech Jaruzelski, chef de l'Armée, v. 1970.

Pour subvenir, en l'absence du père, aux besoins de la famille (sa mère tombe rapidement malade), le jeune Wojciech Jaruzelski travaille à l'abattage des arbres dans la taïga. Libéré par l'amnistie des Polonais provoquée par la signature à Londres des accords Sikorski-Maïski (qui stipulent l'amnistie pour les centaines de milliers de Polonais déportés de la partie annexée par l'URSS lors de l'agression de la Pologne par le Reich et l'URSS, alors alliés), le père de Wojciech Jaruzelski arrive à Biïsk, où Wojciech et sa mère le rejoignent après avoir réussi à s'échapper de Touratchak en janvier 1942. Le père tente d'engager son jeune fils dans l'armée polonaise formée en URSS par le général Anders, mais il se heurte à un refus des autorités soviétiques qui, malgré les accords en vigueur, empêchent, au niveau local, le départ des Polonais. Le 4 juin 1942, le père de Wojciech Jaruzelski meurt à Biïsk de dysenterie ; il sera enterré au cimetière de la ville.

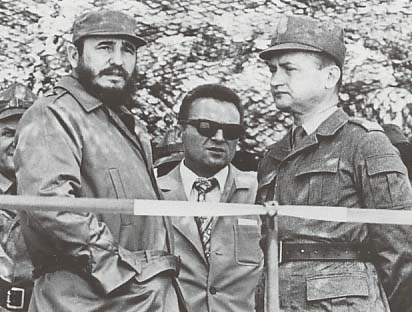
Wojciech Jaruzelski en compagnie de Fidel Castro, 1972.

Après une tentative infructueuse d'intégrer l'armée polonaise du général Anders (grâce à laquelle 125 000 Polonais réussiront à quitter l'Union soviétique pour l'Iran, puis l'Irak et la Palestine, pour combattre par la suite en Italie), Wojciech Jaruzelski fait des études à l'école (soviétique) des officiers de Riazan, puis il est versé dans la 2e division d'infanterie (Henryk Dombrowski) de la nouvelle armée polonaise « populaire » formée sous les auspices des Soviétiques après le départ de l'URSS de l’armée Anders. Il y devient commandant d'un peloton de reconnaissance. En qualité d’assistant du chef d'état-major du 5e régiment d'infanterie, il suit le parcours de la 1re Armée polonaise (« populaire »). Il prend part aux combats de la Vistule dans les environs de Varsovie et à la prise de la ligne fortifiée de Poméranie, puis aux combats de la Baltique et de l'Oder.
Dans les années 1945-1947, Wojciech Jaruzelski participe à la lutte contre la résistance polonaise anticommuniste dans les environs de Częstochowa et de Piotrków Trybunalski. Selon des documents se trouvant dans les archives de l'Institut de la Mémoire nationale (IPN), il collaborerait à cette époque en tant qu'agent informateur (nom de code Wolski) avec l'Information militaire (IW – Informacja Wojskowa), organe de contre-espionnage totalement inféodé à l'URSS fonctionnant en Pologne dans les années 1944-1957. Le général Jaruzelski conteste catégoriquement cette accusation.
Il est diplômé avec mention de l'École supérieure de l'infanterie et de l'Académie de l'état-major général. Dans les années 1947-1957, il enseigne la tactique et le service d'état-major à l'École supérieure de l'infanterie ; il est le chef de la direction des académies militaires, des écoles et des cours d'officiers ainsi que le second du chef de l'Administration centrale de formation militaire. Entre 1950 et 1952, il fréquente les cours de l'Université du marxisme-léninisme, qu'il termine avec la note maximale (très bien). En 1956, il est le plus jeune officier à être promu au grade de général. En octobre de la même année (après les événements et les troubles qui provoquent une apparence d’évolution du régime communiste), Wojciech Jaruzelski est le seul général polonais à se prononcer pour le maintien du maréchal Constantin Rokossovski (Russe d'origine polonaise) au sein de l'Armée polonaise populaire. Entre 1957 et 1960, il commande la 12e division mécanisée à Szczecin, près de la frontière avec la RDA.
En 1960, il est nommé chef de l'Administration politique de l'Armée polonaise (Główny Zarząd Polityczny WP) et, en 1962, il est nommé au poste de vice-ministre de la Défense nationale. À partir de 1965, Wojciech Jaruzelski devient le chef d'état-major de l'armée polonaise. Dans les années 1967-1968, en tant que membre de la direction restreinte du ressort de la Défense, il est coresponsable de l'éviction de l'armée et de la dégradation d'environ 1 300 officiers polonais d'origine juive ou mariés à des femmes d'origine juive, ce qui constitue un volet des agissements antisémites de l'État communiste polonais (agissements qui vont culminer lors des « événements de mars » 1968). Dans le cadre de l'action antisémite, l'origine juive a été également attribuée — à tort — au ministre de la Défense nationale Marian Spychalski. Ce dernier perd son poste et il est alors remplacé par Wojciech Jaruzelski, qui sera le ministre de la Défense nationale du 11 avril 1968 au 21 novembre 1983.

### Le dirigeant à poigne des années 1980

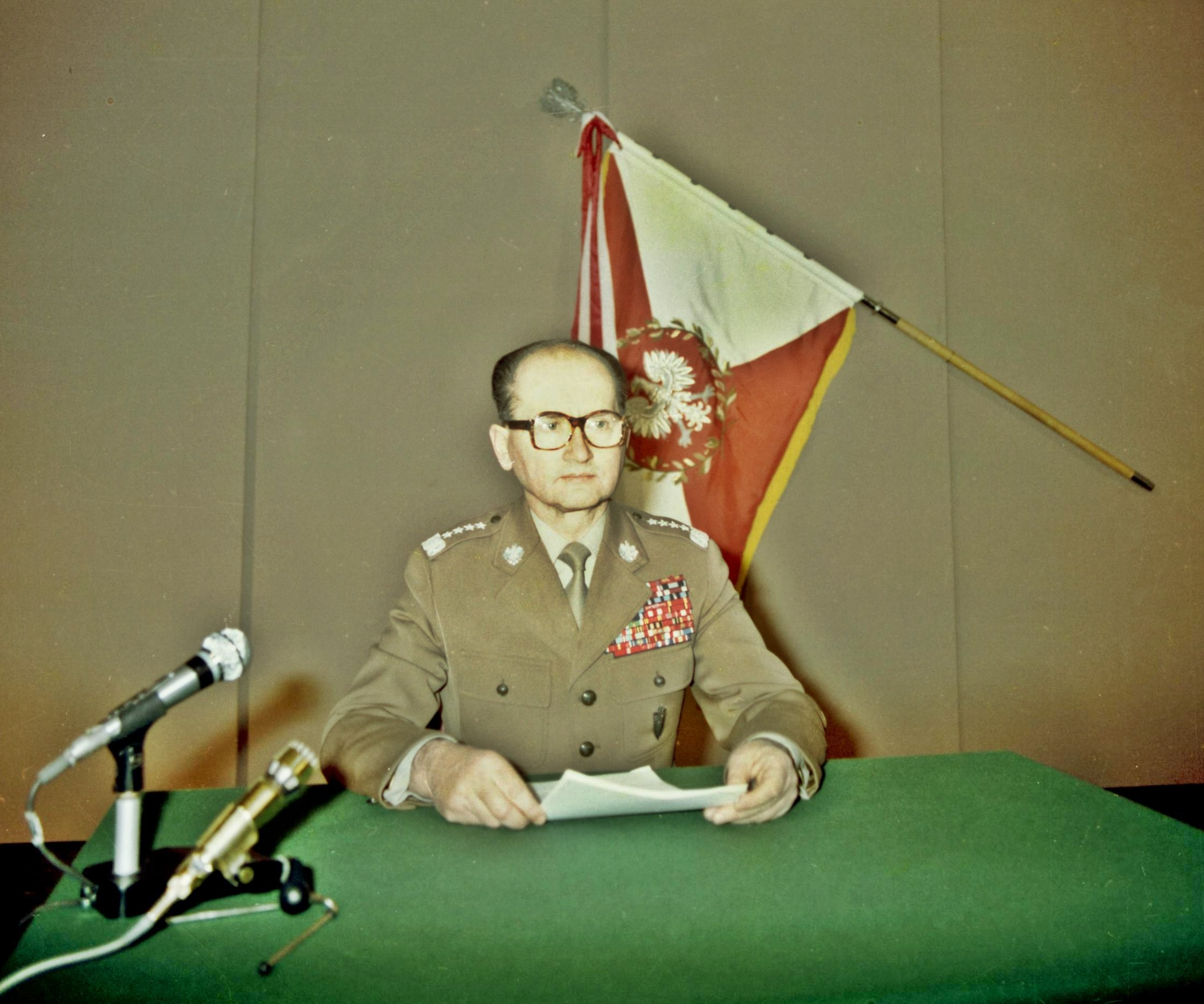
Jaruzelski préparé dans un studio de télévision pour lire un discours annonçant l'introduction de la loi martiale, en 1981.

Ministre de la Défense nationale en 1968, puis membre suppléant et enfin membre titulaire du bureau politique au début des années 1970, il fait dès lors partie du premier cercle des dirigeants de la Pologne communiste : en 1970, il fait tirer sur les émeutiers lors des violences qui font tomber Władysław Gomułka. Cette répression fait 42 morts. La leçon ne sera pas oubliée par Lech Wałęsa en 1980 et les mêmes erreurs ne seront pas commises : celui-ci va fermement tenir les grévistes de Gdańsk en août 1980 en les maintenant dans la légalité, ce qui ôte tout prétexte au pouvoir d'user de la force.
Après la légalisation de Solidarność, en septembre 1980, il est nommé président du Conseil des ministres (chef du gouvernement) le 10 février 1981, puis il devient aussi Premier secrétaire du POUP le 18 octobre 1981, et ce, jusqu'au 29 juillet 1989, occupant « un pouvoir absolu pendant presque une décennie ». Cette militarisation du régime est due à la quasi-disparition du Parti communiste qui a perdu toute légitimité depuis la signature de l'accord de Gdańsk : en effet, en acceptant la constitution d'un syndicat ouvrier indépendant du Parti, celui-ci ne peut plus être assimilé à la classe ouvrière. Face à la popularité grandissante du syndicat Solidarność (10 millions d'adhérents) et de son chef Lech Wałęsa, il impose, le 13 décembre 1981, l'état de siège. En 1985, Jaruzelski devient président du Conseil d’État (chef de l'État), puis il a ensuite présidé la Pologne, avec le titre de président de la République, de 1989 à 1990.
Critiqué pour son attitude face à Solidarność, il affirme dans un livre de mémoires et d'hommages à ses camarades militaires (Stan wojenny, « L'État de guerre ») que son action fut guidée par un vrai sentiment patriotique : l'état d'urgence, aussi difficile soit-il, était selon lui le meilleur moyen d'éviter l'invasion pure et simple par les troupes soviétiques. En effet, l'Armée rouge avait tenu peu avant (du 4 au 12 septembre) un exercice militaire, « Zapad-81 », en Biélorussie, près de la frontière polonaise, resté dans l'histoire comme les plus grandes manœuvres tenues par le pacte de Varsovie (100 000 hommes, principalement des troupes aéroportées), dans le but de convaincre le gouvernement polonais que l'Armée rouge était capable d'envahir la Pologne. Cette analyse était aussi celle du chancelier Schmidt qui, en voyage à l'époque en Allemagne de l'Est avait approuvé la décision, analyse partagée par des journalistes comme Rudolf Augstein, de Der Spiegel, ou encore Theo Sommer (en) dans Die Zeit. Ce danger fut contesté par Wałęsa et Jean-Paul II à l'époque. Or, la publication par Boris Eltsine des procès-verbaux des réunions du Politburo soviétique au cours des années 1980 et 1981 montre que les Soviétiques considéraient une intervention militaire comme trop risquée ; Zapad-81 était un dernier « joker » destiné à l'éviter par intimidation. De plus, l'armée soviétique, déjà empêtrée dans la guerre d'Afghanistan, ne semblait pas prête à intervenir.

## L'artisan de la sortie négociée du communisme?

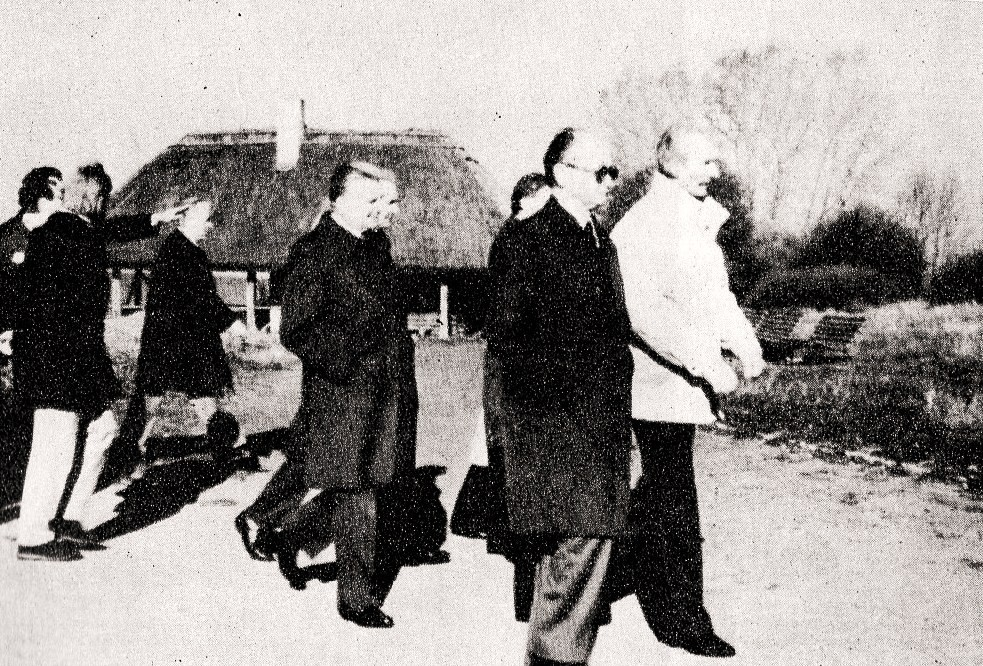
Wojciech Jaruzelski au parc ethnographique de Dziekanowice, 1989.

Après l'échec du référendum de 1987, face à une situation économique et sociale toujours plus dégradée et la menace de nouvelles grèves, alors que l'influence de la perestroïka se fait toujours plus sentir en Union soviétique et dans les pays satellites, le pouvoir communiste accepte, début 1989, l'ouverture de négociations avec l'opposition. Ce sera la table ronde entre le régime de Jaruzelski et Lech Wałęsa et le groupe d'intellectuels qui l'accompagnaient depuis l'accord de Gdańsk. Jaruzelski ne s'engage pas dans ce processus à l'origine dans le but de partager le pouvoir, mais espère plutôt voir l'opposition partager les responsabilités de l'effondrement économique du pays tandis que la réalité du pouvoir resterait entre les mains du régime. Un double compromis est progressivement trouvé : le premier consiste en le rétablissement du pluralisme syndical, donc du syndicat Solidarité dans toutes ses prérogatives légales (1988), le second consiste en la constitution d'un Parlement bicaméral ; le Sénat, élu au suffrage universel direct, avec des candidatures libres dans un cadre pluraliste, et la Diète (Sejm), où le Parti communiste et ses affidés se réservent les deux tiers des sièges (printemps 1989).
Aux élections de juin qui suivent, les partisans de Solidarité remportent 99 sièges sur 100 au Sénat, ce qui montre un véritable rapport de force dans le pays. Tadeusz Mazowiecki est investi comme président du Conseil des ministres dès l'été et forme ainsi le premier gouvernement à majorité non communiste depuis 1945. Cependant, le Parti ouvrier unifié polonais (POUP, ancien parti unique) conserve les ministères de l'Intérieur et de la Défense. Cet accord et ces élections provoquent un séisme politique dans toute l'Europe de l'Est, à commencer par la Hongrie, qui ouvre sa frontière dès le mois de juillet 1989. Après la chute du mur de Berlin, le POUP finit de se désagréger complètement, ce qui supprime de fait la base politique de Jaruzelski, qui démissionne le 22 décembre 1990, peu après la victoire de Lech Wałęsa à l'élection présidentielle de 1990.

### Après la victoire de Solidarność

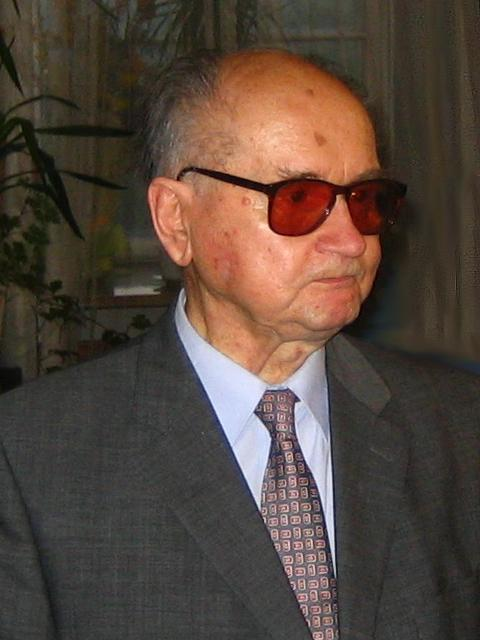
Jaruzelski en 2006.

Dans une interview en 2001, Jaruzelski affirme que le communisme a échoué, qu'il est un social-démocrate et qu'il soutient Aleksander Kwaśniewski, à l’époque président de la République, et Leszek Miller, qui deviendra chef du gouvernement.
En 2001, il comparaît devant la justice polonaise pour son rôle dans la répression d'une révolte ouvrière qui s'était déroulée sur les chantiers de Gdańsk en 1970, et qui avait fait 42 morts et plusieurs centaines de blessés. Le procès est rapidement interrompu pour des vices de procédure.
En 2005, il rend hommage au pape Jean-Paul II lors de son décès et affirme que le pape avait compris pourquoi il avait déclaré l'état de siège en 1981.
Le 9 mai 2005, le président russe Vladimir Poutine décerne à Jaruzelski une médaille commémorant le 60e anniversaire de la victoire sur l'Allemagne nazie. D'autres anciens dirigeants se voient aussi décerner cette médaille, comme l'ancien souverain de Roumanie Michel Ier de Roumanie.
Le président tchèque Václav Klaus a critiqué cette récompense, affirmant que Jaruzelski est le symbole de l'invasion de la Tchécoslovaquie par le pacte de Varsovie en 1968. Jaruzelski a répondu qu'il s'excusait et que la décision prise en août 1968 avait été « une erreur politique et morale ».
Le 28 mars 2006, le président polonais Lech Kaczyński décerne à Jaruzelski la croix des Exilés en Sibérie (pl). Toutefois, après avoir rendu cet acte public, Kaczyński a déclaré que c'était une erreur et a critiqué sa bureaucratie pour lui avoir donné un document contenant 1 293 noms sans souligner la présence de Jaruzelski. Après cette annonce, Jaruzelski a rendu la croix.
Le 31 mars 2006, le général Jaruzelski est inculpé de « crime communiste » par l'Institut polonais de la mémoire nationale et encourt jusqu'à huit années de prison pour avoir instauré la loi martiale en 1981. Le 17 avril 2007, il est officiellement inculpé. Mais Jaruzelski ne s'est guère présenté devant les tribunaux, invoquant son état de santé. En décembre 2010, il souffre d'une sévère pneumonie et en mars 2011, un lymphome est diagnostiqué. Il meurt le 25 mai 2014 à l'hôpital militaire de Varsovie,. Son épouse est décédée en 2017.